# Iktár-Budinc
Iktár-Budinc falu Romániában, Temes megyében. 1968-ban Iktár (Ictar) és Budinc falvak összevonásából jött létre.

## Fekvése
A Béga folyó jobb partján fekszik, Temesvártól 35 kilométer távolságra keleti irányban, Lugostól 23 kilométerre nyugatra. A községközpont Nagytopolytól a DC 145-ös úton 4 kilométerre található.

## Története
A falu északnyugati határában bronzkori településre utaló leleteket tártak fel. Ugyanitt a halstatti kultúrához tartozó kerámiatárgyakat, valamint dák és kora középkori leleteket is találtak.
A két falu közül Iktár első említése 1365-ből maradt fenn, amikor a Bethlen- és a Neczpáli család birtokaként tüntették fel. 1478 és 1552 között a Bethlen családé volt. Az 1554-es török összeírás városként tartja számon. Várát, amely valószínűleg csak palánkvár lehetett, 1621 körül 90-100 (többségében balkáni) zsoldos védte. 1717-ben tizenöt házból állt. 1848-ig a kamara birtoka volt. A falu északi határában 1882-ben a kincstár hozta létre Újjózseffalvát, ahova németeket telepítettek. Az ortodox templom 1909-ben épült. 
Budinc 1554-ben már lakott településként szerepelt. 1717-ben tizennyolc házból állt. Görögkatolikus temploma 1863-ban, ortodox temploma 1888-ban épült. 1865-ben görögkatolikus esperesi székhely volt.

## Lakossága
A lakosság alakulása 1880-2002 között:
| Év   | Iktár lakossága | Budinc lakossága | Ictar-Budinți lakossága |
| 1880 | 952             | 1064             |                         |
| 1890 | 888             | 1088             |                         |
| 1900 | 848             | 1002             |                         |
| 1910 | 784             | 947              |                         |
| 1920 | 683             | 855              |                         |
| 1930 | 645             | 760              |                         |
| 1941 | 596             | 747              |                         |
| 1956 | 495             | 630              |                         |
| 1966 | 425             | 561              |                         |
| 1977 |                 |                  | 889                     |
| 1992 |                 |                  | 580                     |
| 2002 |                 |                  | 509                     |

A török hódoltság első felében lakossága részben magyar lehetett. A 19. század végén a lakosság túlnyomórészt román nemzetiségű volt. 2002-ben az 509 lakos megoszlása: 494 román, 8 magyar, 5 német és 2 egyéb nemzetiségű.

## Jelene
A településen óvoda és négyosztályos elemi iskola működik. A legközelebbi orvosi rendelő Nagytopolyon található, állatorvosi rendelő viszont helyben is elérhető. A helyi vízvezeték-hálózat 7,5 kilométer hosszúságú. A falunak két művelődési háza van. A helyi labdarúgócsapat, az FC Ictar-Budinţ a megyei bajnokságban szerepel. 

## Híres emberek
- Itt született 1875-ben Lucian Georgievici, Temesvár polgármestere 1922–1926 és 1927–1929 között.